# NGC 4515
NGC 4515 је елиптична галаксија у сазвежђу Береникина коса која се налази на NGC листи објеката дубоког неба.
Деклинација објекта је + 16° 15' 56" а ректасцензија 12h 33m 4,9s. Привидна величина (магнитуда) објекта NGC 4515 износи 12,4 а фотографска магнитуда 13,4. Налази се на удаљености од 13,8000 милиона парсека од Сунца. NGC 4515 је још познат и под ознакама UGC 7701, MCG 3-32-65, CGCG 99-86, VCC 1475, PGC 41652.